# Al Duffy
Al Duffy (eigentlich Gandolfo Daidone, * 20. September 1906 in Brooklyn; † 22. Dezember 2006 in Freehold, New Jersey) war ein US-amerikanischer Jazzgeiger.

## Leben und Wirken
Duffy spielte 1927 in New York bei Ted Wallace, mit dem erste Aufnahmen entstanden. In den folgenden Jahren arbeitete er vorwiegend als Sessionmusiker u. a. mit Cliff Edwards, den California Ramblers, den Dorsey Brothers, Adrian Rollini, Annette Hanshaw, Freddie Rich, Merle Johnston, Roger Wolfe Kahn, Ben Selvin, Sam Lanin, Roy Bargy, Jimmy Durante, Don Voorhees und Paul Whiteman. 1938 nahm er erstmals unter eigenem Namen auf (Al Duffy Four), als er die 78er The Old Apple Tree/I Can't Stand Sittin' in a Cell mit dem Vokalisten Frank Crumit einspielte (Decca 1708); ebenfalls 1938 nahm er Funiculi, Funicula (mit der B-Seite Spaniola auf Decca 2799); zu den Musikern seiner Band gehörten Jimmy Lytell (Klarinette), Frank Victor (Gitarre) und Joe Tarto (Bass). Weitere Titel entstanden 1940 (Al Duffy and His Strings in Swing) und 1944 (Al Duffy Hot Fiddle) u. a. mit Frank Signorelli und Tony Mottola für Musicraft. Im Bereich des Jazz war er zwischen 1927 und 1967 an 110 Aufnahmesessions beteiligt, zuletzt mit dem Trompeter Leon Merian (The Magic Horn).
Duffy gehörte dennoch mit Jimmy Bell, Emilio Caceres und Clarence Moore zu den Jazzgeigern, die verglichen mit Stéphane Grappelli, Stuff Smith, Eddie South und Joe Venuti in den 1930er- und 1940er-Jahren nur wenig öffentliche Aufmerksamkeit erfuhren.